# Oligoklonální proužek

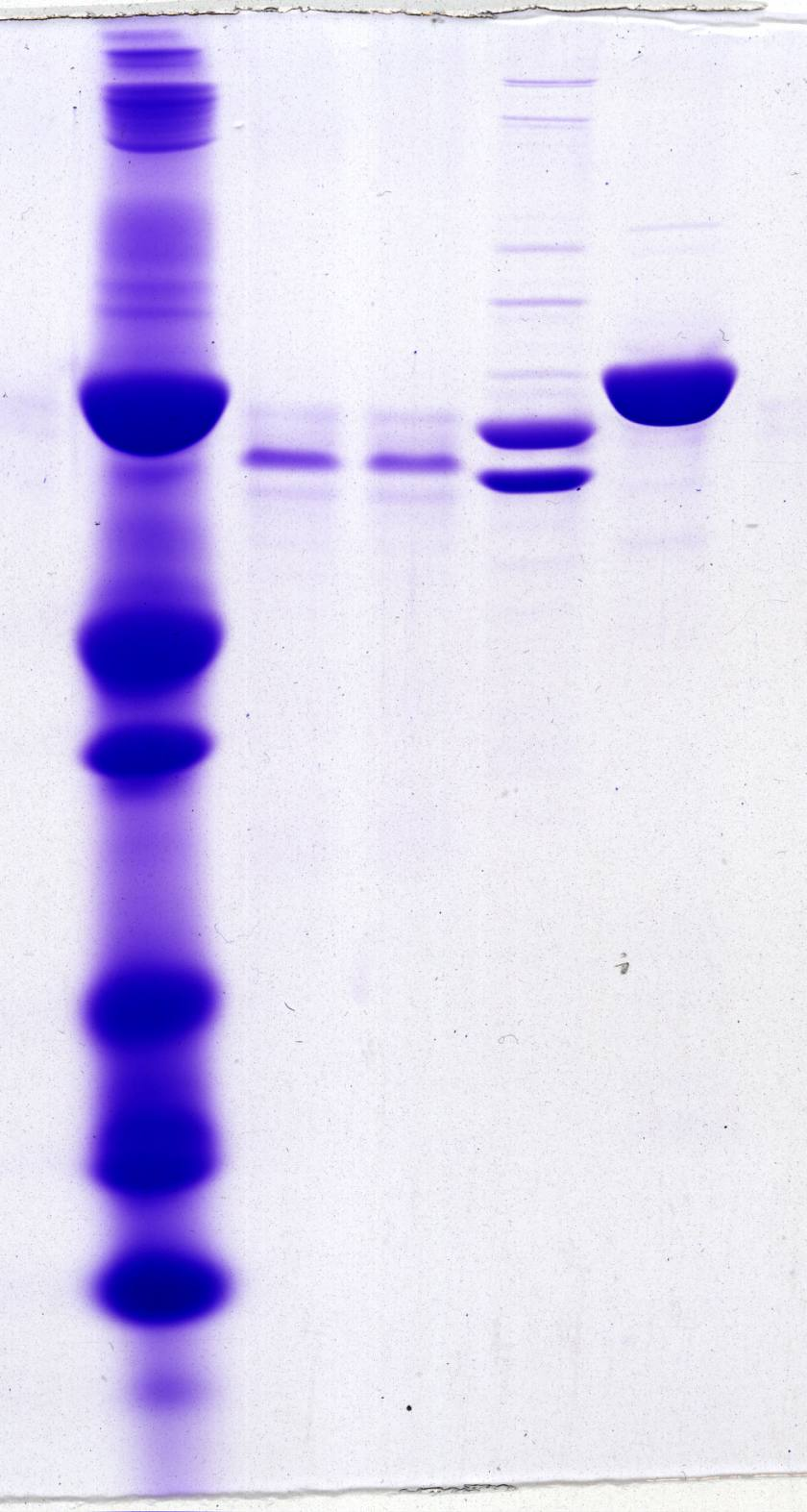
Ukázka uvedeného proužku.

Oligoklonální proužky (také oligoklonální pruhy či oligoklonální pásy) jsou pásy imunoglobulinů (IgG), které je možné vidět při analýze pacientova krevního séra, získaného z krevní plazmy, či mozkomíšního moku.
Dvě možné metody analýzy jsou:
1. proteinová elektroforéza, metoda analýzy složení tekutin, také známá jako elektroforéza na agaróze a polyakrylamidovém gelu
2. kombinace izoelektrické fokusace,

z nichž se dnes, kvůli své vyšší citlivosti, používá druhá metoda.
K analýze mozkomíšního moku je nejprve zapotřebí mozkomíšní mok pacientovi odebrat pomocí lumbální punkce.

## Diagnostický význam
Přítomnost oligoklonálních proužků v mozkomíšním moku společně s jejich absencí v krevním séru často indikuje, že jsou v centrální nervové soustavě (CNS) produkovány imunoglobuliny. Proto je při zkoumání onemocnění CNS normální odečíst proužky v séru od proužků v mozkomíšním moku.
Oligoklonální proužky jsou důležitým ukazatelem v diagnostice roztroušené sklerózy (RS). Přibližně 79–90 % všech pacientů s RS má permanentně pozorovatelné oligoklonální proužky. Pro diagnostiku RS jsou zapotřebí alespoň dva oligoklonální proužky v mozkomíšním moku, které se nenachází v krevním séru.
Přítomnost jednoho proužku (monoklonální proužek) není považována za závažnou a může být normální. Více proužků může znamenat přítomnost nemoci. Poté, co se pacient uzdraví z neurologické nemoci mají proužky z mozkomíšního moku tendenci zmizet.

## Nemoci
Oligoklonální proužky se zobrazují také u nemocí:
- roztroušená skleróza
- neuromyelitis optica (Devicova choroba)
- systémový lupus erythematodes
- neurosarkoidóza
- subakutní sklerotizující panencefalitida
- subarachnoidální krvácení
- syfilis
- primární lymfom centrální nervové soustavy